# The Headhunters
The Headhunters – polska grupa grająca street rock i punk rock.
Powstała w Oleśnicy 13 stycznia 2000 roku z inicjatywy Tomana The Huntera.

## Aktualny skład
- Tomasz "Toman The Hunter" Dużyński – śpiew gitara basowa
- Tomasz "Buraque" Rak – gitara
- Maciej "Macho" Włodarczyk – perkusja

## Dyskografia
- Łowcy (październik 2005)
- Nie Lubię Radia (kwiecień 2007)
- Żyję By Wygrać (wrzesień 2008)
- Wczesne Lata 2000-2002 (kwiecień 2009)
- On The Road (lipiec 2009)
- Dekada (listopad 2010) (wydanie tylko na płycie winylowej)
- Małe Piwko (czerwiec 2011)
- Triskaidekafobia (Wrzesień 2013)

## Wydawnictwa nieoficjalne
- Live Dla Idei (kwiecień 2001)
- Awantura (kwiecień 2002)
- Szafa Grająca ep (sierpień 2006)
- Szafa Grająca cz. 2 ep (wrzesień 2007)
- 7 Years Of Hunting (live) (listopad 2008)

## Kompilacje
- Punk & Oi! Attack!!!
- Psycho Attack Over Poland
- Tribute to Partia[1][2][3][4]
- Prowadź mnie ulico:
  - Prowadź mnie ulico vol. 3[5][6][7]
  - Prowadź mnie ulico vol. 4[8][9][10]
  - Prowadź mnie ulico vol. 5[11][12][13]
  - Prowadź mnie ulico vol. 6[14][15][16]
- Rock In Skorpion Vol. 1 (kwiecień 2010)
- Poland 4 Ramones. Tribute to Ramones (listopad 2010)[17][18][19][20]